# Riu Passaic
El Passaic (/pəˈseɪ.ɪk/ o local /pəˈseɪk/ PƏ-sayk) és un riu d'unes 80 milles (130 km) de llargada, al North Jersey. El riu en el seu tram superior davalla serpentejant al través de zones pantanoses entre els turons de la cresta del nord rural i suburbana de Nova Jersey, anomenada Great Swamp, drenant gran part del nord de l'estat amb els seus tributaris. El seu nom en algonquí significa "vall pacífica".
El seu tram inferior (sud), travessa les zones més urbanitzades i industrialitzades de l'estat, entre ells el centre de Newark. El curs baix patix una gran contaminació i un abandonament industrial al segle xx. L'abril de 2014 l'Agència de Protecció Ambiental dels Estats Units anuncià un pla de 1.700 milions de dòlars per eliminar 4.3 milió iardes cúbiques (3.3 milió metres cúbics) de fang tòxic dels fons de 8 milles (13 km) del riu. Es considera un dels trams fluvials més contaminats del país, i el projecte és una de les majors restauracions ambientals que mai s'han dut a terme al país.

## Curs

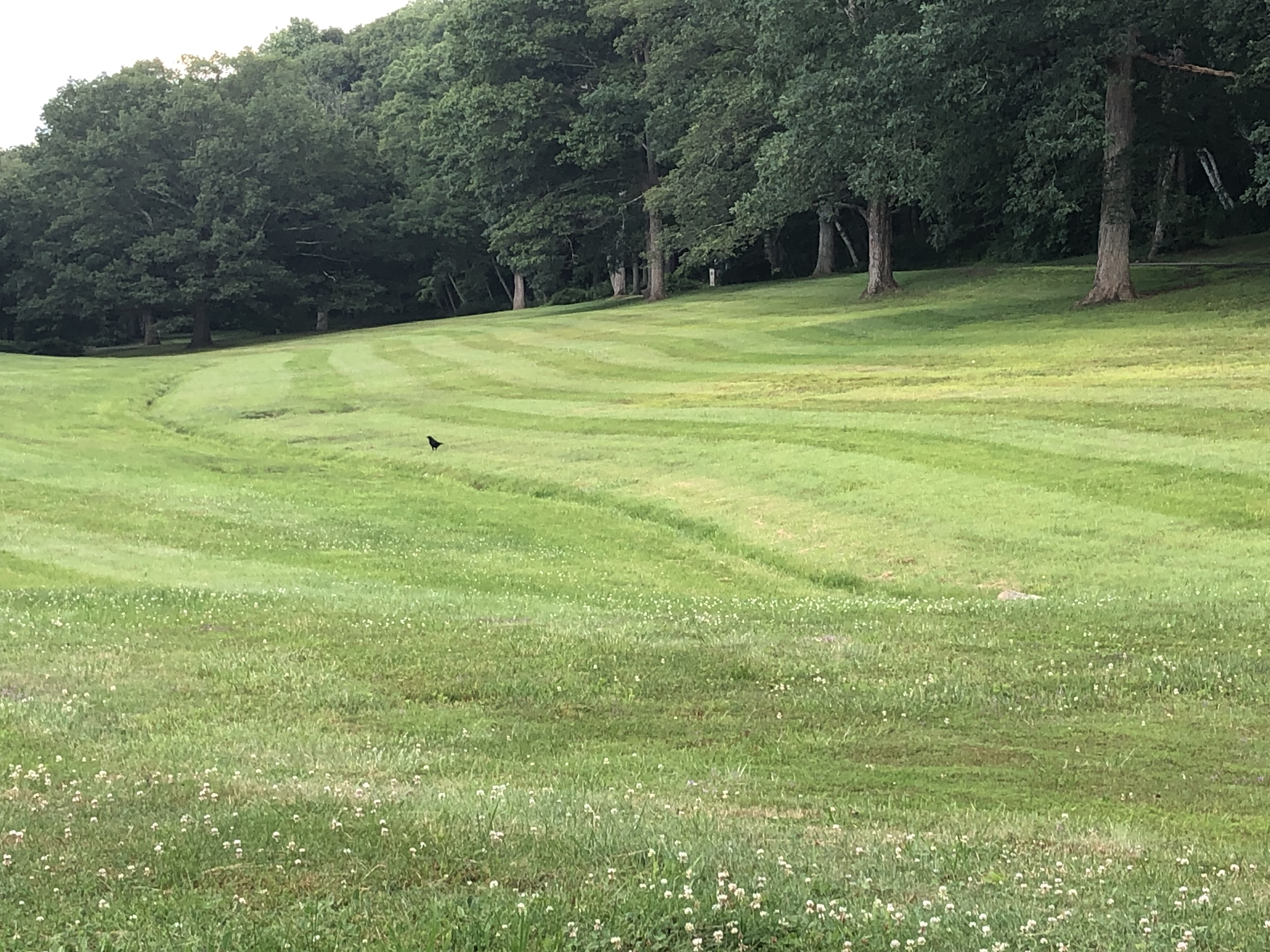
Una font situada a aproximadament 40.761025, -74.581318 (visible a la part inferior dreta de la foto) situada a prop del revolt pronunciat de Spring Hill Road comença un petit rierol que flueix aproximadament 1000 peus a l'est al nord-est del Dubourg Pond. El rierol és visible a l'esquerra de la font que baixa a un bosc d'arbres a la part superior esquerra de la foto. Aquesta font probablement sigui la veritable capçalera del riu Passaic.

El riu Passaic neix al centre de Mendham, al sud del comtat de Morris. Segons Google Maps, el riu comença a Dubourg Pond en un terreny privat entre Spring Hill Road i Hardscrabble Road. Aquest estany és alimentat per un rierol minúscul que neix d'una font a uns 1.000 peus al sud-oest de l'estany a la roda de Spring Hill Road. Aquesta font és la veritable capçalera del riu Passaic. Sortint de Dubourg Pond, el "riu" davalla cap al nord-est i travessa Corey Lane abans d'entrar a l'àrea natural de Buck Hill Tract. Tanmateix, en aquest punt, el riu gira cap al sud, travessant el parc històric nacional de Morristown, i forma el límit entre els comtats de Morris i Somerset. En el seu camí actual, passa per l'extrem sud-est i drena el parc Lord Stirling després al llarg de la vora occidental del Great Swamp, que drena a través de diversos petits afluents, inclòs Black Brook. El riu passa per un congost a Millington i després gira bruscament al nord-est, travessant la vall entre Long Hill a l'oest i Second Watchung Mouintain  a l'est.

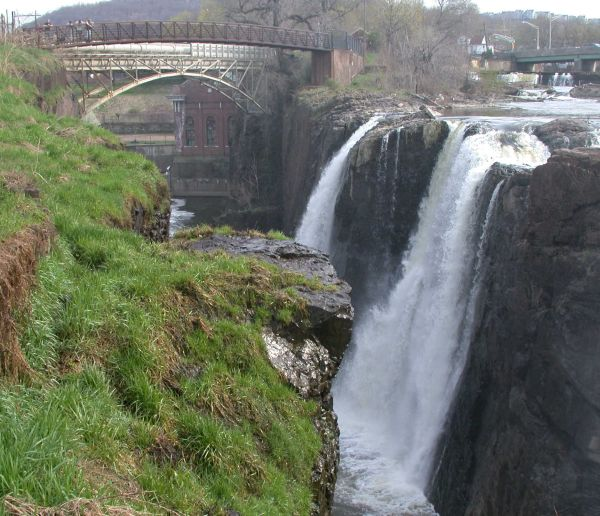
Les Great Falls del riu Passaic a Paterson

Forma el límit entre els comtats de Morris i Union quan passa per Berkeley Heights, New Providence i Summit. Prop de Chatham gira vers el nord, conformant el límit entre els comtats de Morris i Essex. Passa Livingston i Fairfield, on travessa el pantà de Hatfield Swamp i s'uneix amb el riu Rockaway just després que el Rockaway s'uneixi amb el seu propi afluent, el Whippany. Al sud-oest de Lincoln Park passa per Great Piece Meadows, on gira bruscament cap a l'est i s'uneix a Two Bridges amb el seu principal afluent, el riu Pompton, després serpentejant per Little Falls, on es precipita per una cascada i alguns ràpids i sota la ruta 646 del comtat de Passaic i un pont de cavallets d'una via ferroviària abandonada.

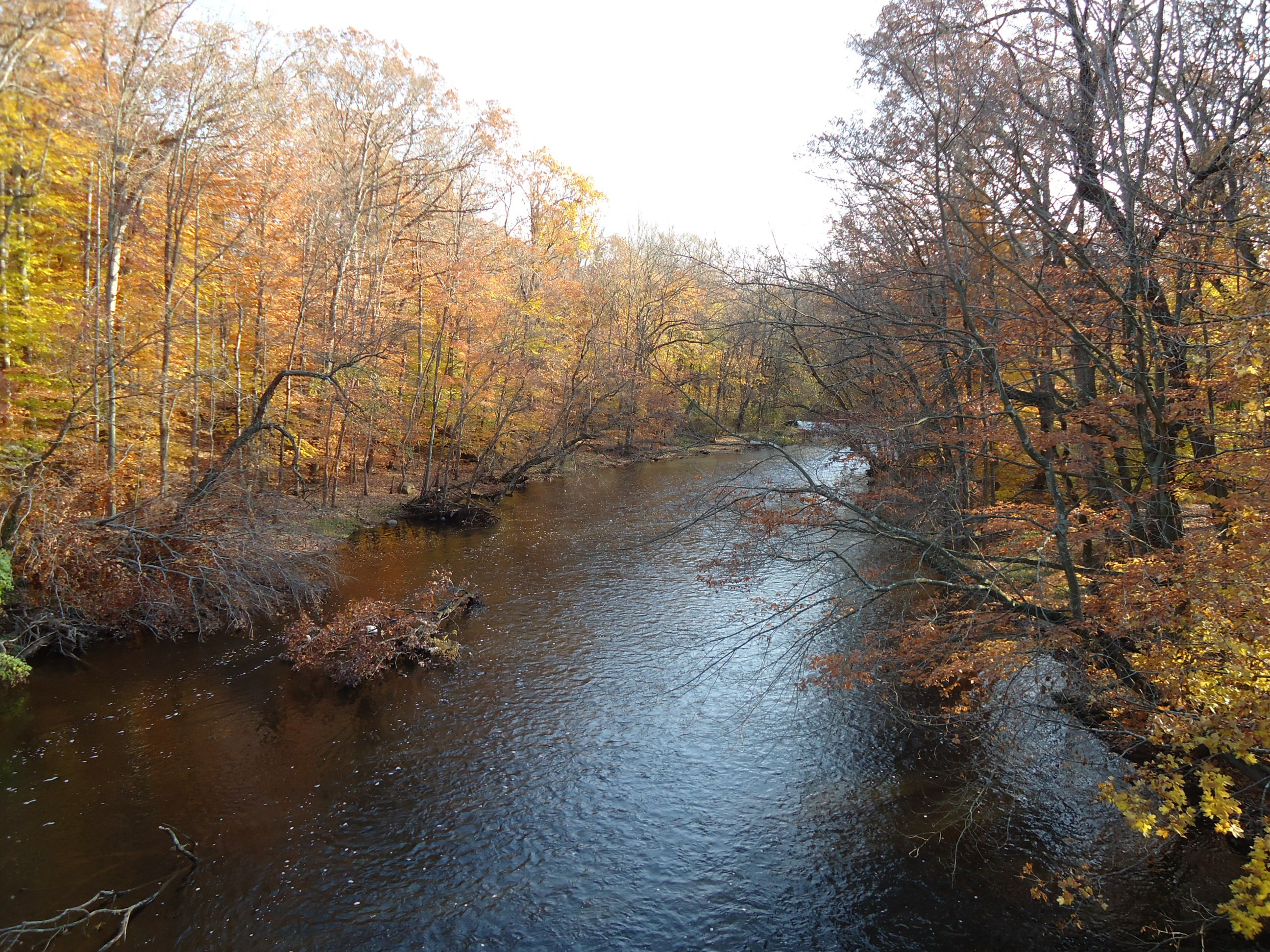
Tram entre Summit i Chatham

El riu desemboca al nord-est a la ciutat de Paterson, on cau per les Great Falls of the Passaic. A l'extrem nord de Paterson, gira bruscament cap al sud, fluint entre Paterson i Clifton a l'oest i Hawthorne, Fair Lawn, Elmwood Park, Garfield a l'est, a continuació a través de la ciutat de Clifton. A Elmwood Park comença a formar el llac Dundee, creat per la presa de Dundee construïda el 1845. El riu esdevé navegable unes 2.5 milles (4.0 km) aigües avall de la presa de Dundee al pont Eighth Street/Locust Ave a Wallington, on comença el canal dragat de Wallington Reach.   Procedint més enllà de Wallington Reach, el riu continua sent navegable per una xarxa de canals fins a la seva destinació final, la badia de Newark. Passa Passaic, altre cop Clifton, després Nutley i Belleville a l'oest; passa per Rutherford, Lyndhurst i North Arlington cap a l'est.

En el seu tram més baix, banya el nord-est de la ciutat de Newark a l'oest, passant per Kearny, East Newark i Harrison a la riba oriental. Prop del centre de Newark fa una brusca inflexió cap a l'est, després cap al sud al voltant d'Ironbound, unint-se al riu Hackensack a l'extrem nord de la badia de Newark, una badia posterior de New York Harbor.

Cinc ponts sobre el riu Passaic a Newark.

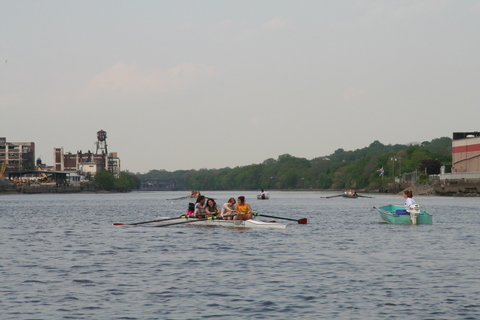
Oarswomen de Nutley High School i el seu entrenador treballant al riu Passaic a Newark

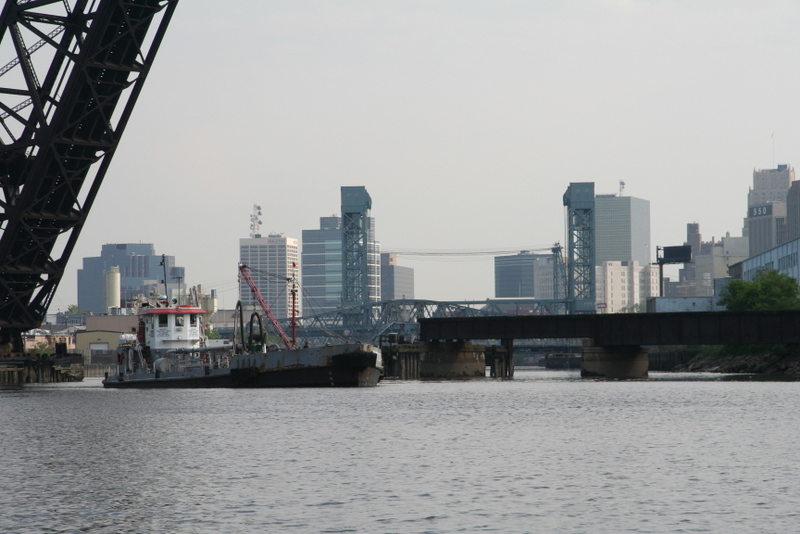
El petrolier Patrick Sky passant pel pont NX Bascule a Newark, l'últim obstacle abans desembarcar la seva càrrega de més de 200.000 galons de biodièsel.

## Geologia
El riu Passaic és fruit del buidat d'un llac proglacial massiu que es formà a North Jersey al final de l'última edat glacial, fa uns 13.000 anys. Aquest llac prehistòric, avui anomenat llac Passaic, ocupava el que avui són els pantans de les terres baixes del comtat de Morris, formant-se degut al bloqueig del curs actual. Finalment, el nivell del llac augmentà prou com perquè l'aigua sobreeixí per un nou canal. El riu Passaic trobà un nou camí cap a l'oceà a través del congost de Millington i les cascades Paterson quan la glacera que cobria la zona reculà cap al nord i es drenà el llac. De resultes d'això nasqué el riu tal com es coneix avui dia

### Preses natives americanes
Abans de la colonització europea al llarg del Passaic a finals del segle XVII, la vall era el territori dels grups lenapes coneguts avui dia com acquackanonk i hackensack, que usaven el riu per a la pesca. Amb aquesta finalitat construïren dics, o rescloses, per tal de crear basses on els peixos poguessin quedar atrapats. Molts d'aquests jaciments arqueològics encara es conserven, en certs casos, en bon estat.

## Contaminació
Gran part del riu baix ha sofert una forta contaminació durant els segles xix i xx degut a l'abocament de residus industrials al riu i a les pràctiques inadequades en la gestió de residus als terrenys adjacents. Encara que la salut del riu ha millorat a causa de l'aplicació de la Clean Water Act de 1972 i d'altres lleis ambientals, i el declivi de la indústria al llarg del riu, encara pateix una degradació substancial de la qualitat de l'aigua. El sediment a la desembocadura del riu prop de la badia de Newark roman contaminat per contaminants com les dioxines. Les dioxines foren generades principalment per la planta química Diamond Shamrock de Newark, com un subproducte de rebuig resultant de la producció de l'agent taronja utilitzat durant la Guerra del Vietnam . La neteja de la contaminació de dioxines al fons del riu és objecte d'una demanda mediambiental important pel que fa a la responsabilitat de la restauració. El 2008 l'EPA arribà a un acord amb Occidental Chemical Corporation i Tierra Solutions Inc. per a netejar part del riu contaminat. Un jutge del Tribunal Superior de Nova Jersey, sentencià el juliol i setembre de 2011, declarant que Occidental i Maxus Exergy Corporation (una filial de YPF) també havien d'assumir la remediació d'altres parts del riu. El 2013 diversos acusats corporatius acordaren pagar a l'estat de Nova Jersey 130 milions de dòlars per danys ecològics relacionats amb la contaminació del riu Passaic. Tanmateix, no s'ha aclarit si l'estat farà servir aquests diners per a la restauració fluvial.

El 2009 el Departament de Protecció del Medi Ambient de Nova Jersey (New Jersey Department of Environmental Protection, NJDEP) envià avisos prohibint la pesca comercial i informant al públic en general que no s'haurien de consumir peixos capturats al Passaic (des de la presa de Dundee fins a la seva desembocadura a la badia de Newark). Els avisos de consum de peix seguien vigents al 2020.
L'abril de 2014 l'EPA anuncià un pla de 1.700 milions de dòlars per tal de retirar 4.3 milió iardes cúbiques (3.3×106 m3)      de fangs tòxics del fons al llarg de 8 milles (13 km) del curs. Es considera un dels trams de riu més contaminats del país i un dels projectes de neteja més grans que mai s'han dut a terme.

## Crescudes

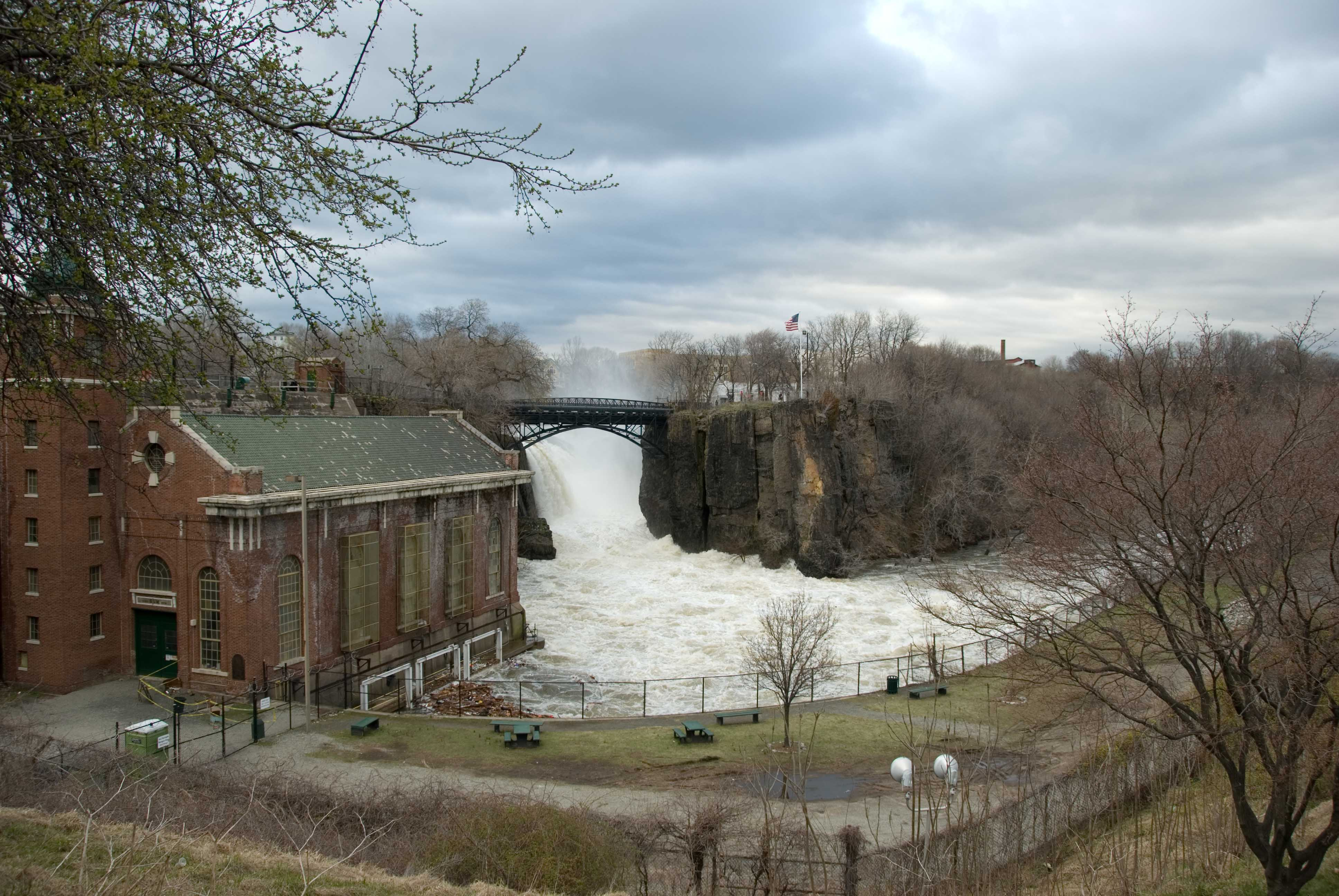
Les Great Falls després de 8 in de pluja ciguada al nord de Nova Jersey la segona setmana d'abril de 2007
(presa el 18 d'abril de 2007)

El 28 de febrer de 1902 es produí una forta crescuda del riu. El 10 d'octubre de 1903 es produí una de les inundacions més severes registrades. La cresta de l'onada fou de 17.50 peus (5.33 m) i greus inundacions a Little Falls, Paterson, així com a grans àrees entorn a la llera. Hi ha hagut noves riuades: 12.91 peus (3.93 m) el 7 d'abril del 1984; 11.88 peus (3.62 m) el 18 d'abril del 2007; i 11.87 peus (3.62 m) el 16 de març del 2010. El 23 d'abril d'aquell any el governador Chris Christie emeté una ordre per la qual es creava la Comissió Consultiva d'Inundacions de la Conca del Riu Passaic (Passaic River Basin Flood Advisory Commission). El gener de 2011 es publicà un informe, esmentant la riuada de 2010, establint que els municipis havien de revisar els seus plans directors i canviar les ordenances de prevenció de danys per inundacions, que tractarien afers com l'elevació d'infraestructures i aturar l'expansió humana a les zones inundables. Les zones considerades proclius a inundacions recurrents són Acid Brook, Buttermilk Falls, Haycock Brook, Mahwah River, Masonicus Brook, Packanack Brook, Pequannock River, Plog Brook, Pompton River, Ramapo River, Third River, Wanaque River i Wolf Creek. El 30 d'agost de 2011 hi hagué una altra riuada amb una pujada de 14.19 peus (4.33 m). L'afer sobre el control i prevenció d'inundacions s'havia considerat des de l'any 1870 i hi ha estudis del 1939, 1948, 1962, 1969, 1972, 1973, 1987 i 1995 amb resultats mínims pel que fa a les recomanacions dels informes.

## En les arts i la cultura popular
El 1890 John Alleyne Macnab va escriure un poema sobre el riu, que fou musicat per Fountains of Wayne.
El riu acollí un grup de treballadors de les plantacions inuit per al curtmetratge del 2004, "From Out of the River", del premiat Spencer Hash.
Les Great Falls i el riu juguen un paper clau en el poema èpic <i>Paterson</i> de William Carlos Williams .
Del 2006 al 2008 l'escriptor Wheeler Antabanez recorregué el Passaic i les seves ribes, narrant les seves aventures en un número especial de la revista Weird NJ . Nightshade on the Passaic es publicà com un número especial de la revista, convertint-se ràpidament en el número més venut, confirmant l'interès dels lectors per les històries sobre el Passaic. Antabanez no tenia la intenció que el número especial fos una lliçó d'història de Nova Jersey o del riu, sinó que volia que fos una història d'aventures a l'estil de Huckleberry Finn.
Amb la seva canoa, Nightshade, Antabanez visita les zones més perilloses del Passaic, juntament amb diversos dels edificis abandonats i fàbriques que depenien del Passaic anys enrere. A més del riu i les estructures decadents que l'envolten, també investigà els assassinats passats al riu Passaic, entre ells l'horrible cas de Jonathan Zarate, que intentà tirar al riu, el cos mutilat d'un seu veí de 16 anys, però fou frustrat casualment per un agent de policia que passava en aquell moment.

## Afluents

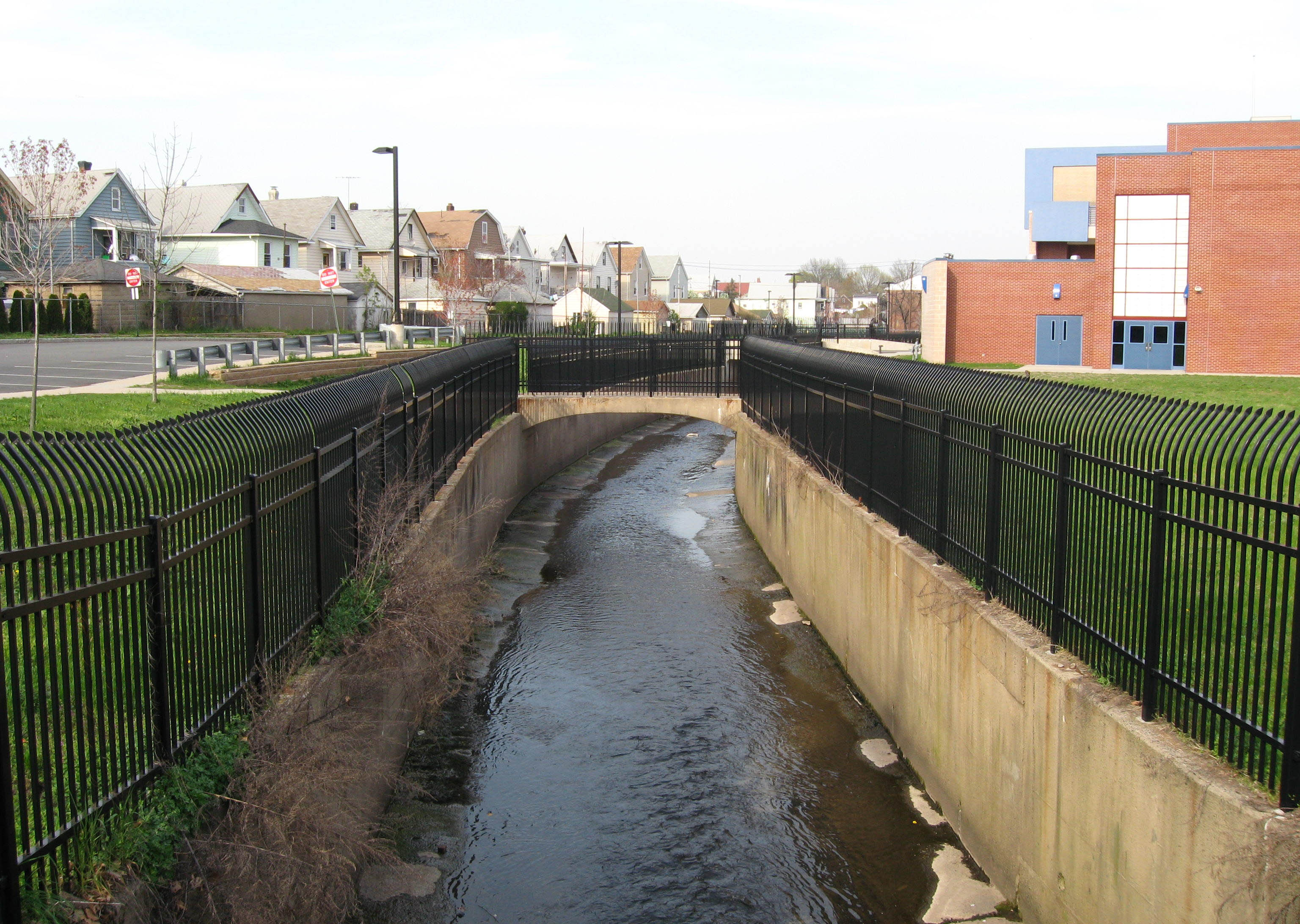
Weasel Brook, un dels afluents del riu Passaic, al costat de la Clifton Public School#17; l'escola es construí al paratge de Little Weasel Brook Park, un antic parc del comtat de Passaic venut a la ciutat per construir l'escola.

Tal com es va trobar viatjant riu amunt fins a la seva font:
- First River (també conegut com Mill Brook)
- Second River o Watsessing River
- Third River o Yanticaw River
- McDonalds Brook (originalment Mineral Spring Brook )

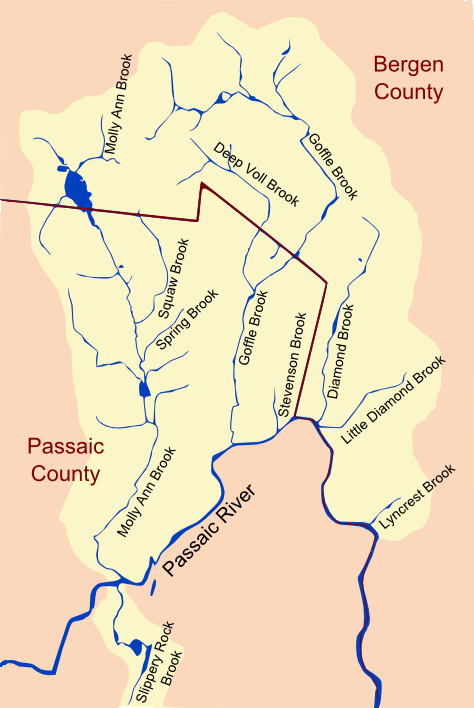
Afluents que conflueixen durant gir al nord del Passaic

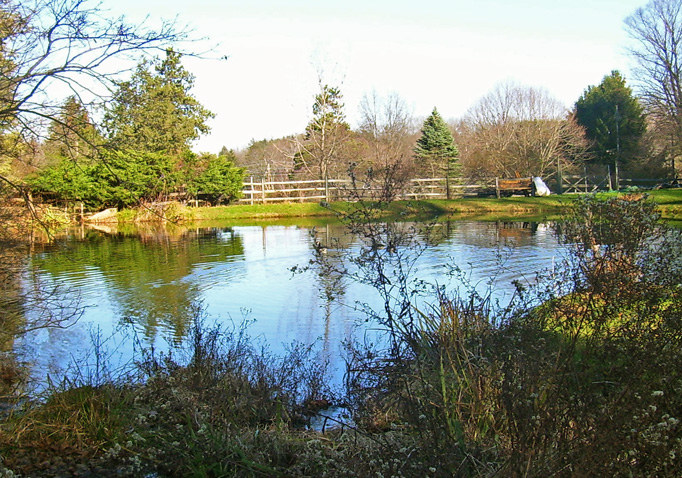
Font del Passaic, a Mendham

- Weasel Brook
- Saddle River[19]
  - Ho-Ho-Kus Brook
- Fleischer Brook
- Lyncrest Brook
- Little Diamond Brook

- Diamond Brook
- Stevenson Brook
- Goffle Brook
  - Deep Voll Brook
- Molly Ann Brook
  - Spring Brook
  - Squaw Brook
- Slippery Rock Brook
- Peckman River
- Singac Brook
- Deepavaal Brook
- Pompton River
  - Pequannock River
    - Wanaque River

  - Ramapo River
    - Mahwah River
- Rockaway River
  - Whippany River
- Foulerton's Brook
- Spring Garden Brook
- Slough Brook

- Canoe Brook
- Salt Brook
- Cory's Brook
- Dead River
- Black Brook
- Great Brook
- Loantaka Brook
- Primrose Brook
- Penns Brook
- Indian Grove Brook
- Naakpunkt Brook
- Taylor Brook